# Paul De Keyser (wielrenner)
Paul De Keyser (Aarschot, 7 februari 1957) is een Belgische ex-wielrenner. Hij heeft in 1980 de Tour de France meegereden.

## Overwinningen
- 1976: Ronde van Vlaanderen U23
- 1980: 2e rit Ronde van de l'Oise
- 1981: GP du Printemps (Hannuit)

Boonen ·
De Keyser ·
Govaerts ·
E. Gysemans ·
J. Gysemans ·
Jacques ·
Panis ·
Walter Planckaert ·
Willy Planckaert ·
Rompelberg ·
Schurgers ·
Tourné ·
Vaarten ·
Van de Vijver ·
Van Den Eynde ·
Van der Stappen ·
Verstraeten ·
Wijnants